# Santiago Derqui

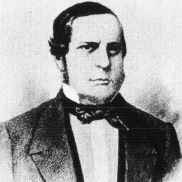
Santiago Derqui

Santiago Derqui Rodríguez (* 1809 in Córdoba; † 5. September 1867 in Corrientes) war vom 5. März 1860 bis zum 5. November 1861 Präsident von Argentinien.

## Leben
Derqui war, bevor er Präsident von Argentinien wurde, Präsident der Legislative der Provinz Córdoba sowie Minister für Justiz, Kultus und Bildung unter Präsident Justo José de Urquiza.
Er trat vom Amt des Präsidenten zurück, weil Bartolomé Mitre in der Schlacht von Pavón 1861 Derquis Unterstützer und Vorgänger Justo José de Urquiza schlug, wobei Urquiza trotz einer ausgeglichenen Schlacht aufgegeben und Mitre das Präsidentenamt überlassen hatte unter der Bedingung, ungestört von Mitre die Provinz Entre Ríos regieren zu können. Mitre wurde nach einer Interimsregierung des Vizepräsidenten Juan Esteban Pedernera im Dezember Präsident von Argentinien.
| Vorgänger             | Amt                                 | Nachfolger             |
| --------------------- | ----------------------------------- | ---------------------- |
| Justo José de Urquiza | Präsident von Argentinien 1860–1861 | Juan Esteban Pedernera |

| Personendaten    | Personendaten             |
| ---------------- | ------------------------- |
| NAME             | Derqui, Santiago          |
| KURZBESCHREIBUNG | Präsident von Argentinien |
| GEBURTSDATUM     | 1809                      |
| GEBURTSORT       | Córdoba                   |
| STERBEDATUM      | 5. September 1867         |
| STERBEORT        | Corrientes                |